# Sompolno
Sompolno – miasto w woj. wielkopolskim, w powiecie konińskim, na lewym brzegu Noteci, siedziba gminy miejsko-wiejskiej Sompolno. W latach 1975–1998 miasto administracyjnie należało do woj. konińskiego. Było miastem królewskim.
Według danych z 31 grudnia 2010 miasto liczyło 3624 mieszkańców.

## Kalendarium
- 7 czerwca 1242 – Kazimierz ks. kujawski przebywając w Sompolnie, wydaje akt dla klasztoru w Sulejowie[4].
- 1477 – Nadanie praw miejskich przez abp Jakuba ze Sienna.
- 1566 - W mieście pracuje 14 rzemieślników i po 2 szynkarzy piwa i wódki[5].
- 1793–1807 – Sompolno w granicach Królestwa Prus.
- 1807–1815 – Sompolno w granicach Księstwa Warszawskiego.
- 1815 – Miasto zostaje włączone do pozostającego w granicach Rosji Królestwa Polskiego.
- 1858 – W Sompolnie znajdowało się 52 domy murowane, 99 domów drewnianych i 1714 mieszkańców. W tej liczbie 315 Niemców i 455 Żydów[6].
- 1870 – Wskutek carskiej reformy administracyjnej Sompolno traci prawa miejskie.
- 1916 – Uruchomienie dla ruchu publicznego kolei wąskotorowej[7].
- 1921 – Miejscowość liczy ponad 3700 mieszkańców, w tym 31% Żydów.
- 1939 – W trakcie kampanii wrześniowej 4 września w rejon Sompolna zostaje przeniesiona 36 eskadra (bez 2 plutonu). W dniach od 7–11 września cofająca się Armia „Poznań” (m.in. 14 DP, Podolska BK.) przechodzi w rejonie Sompolna[8].
- 12 września pluton ON Opalenica nawiązał kontakt bojowy z 69 pułkiem pionierów kolejowych nacierających od strony Piotrkowa Kujawskiego na przedpolach Sompolna. Dzięki wsparciu I ON Poznań i ON Szamotuły udało się odeprzeć atak i zdobyć jeden samochód i dwa rkm-y[9].
- Początek okupacji niemieckiej; wcielenie miasta do III Rzeszy, do okręgu „Kraj Warty” (Warthegau), Kreis Warthebrücken (Koło) pod nazwą Sompolno; od 18 V 1943 r. zmiana nazwy na „Deutscheneck”[10].
- 1940 – Utworzenie przez Niemców getta dla ludności żydowskiej.
- 1942 – Likwidacja getta; jego mieszkańcy zostają wywiezieni do obozu zagłady w Chełmnie nad Nerem i wymordowani.
- 20 stycznia 1945 – Koniec okupacji niemieckiej[5].
- 1966 – Ustawienie na rynku pomnika z kamieni polnych ku czci poległych w latach 1945–1948 o utrwalenie władzy ludowej[11].
- 1973 – Sompolno po 103 latach odzyskało prawa miejskie.
- 2001 – Likwidacja kolei wąskotorowej w Sompolnie[7].

## Demografia

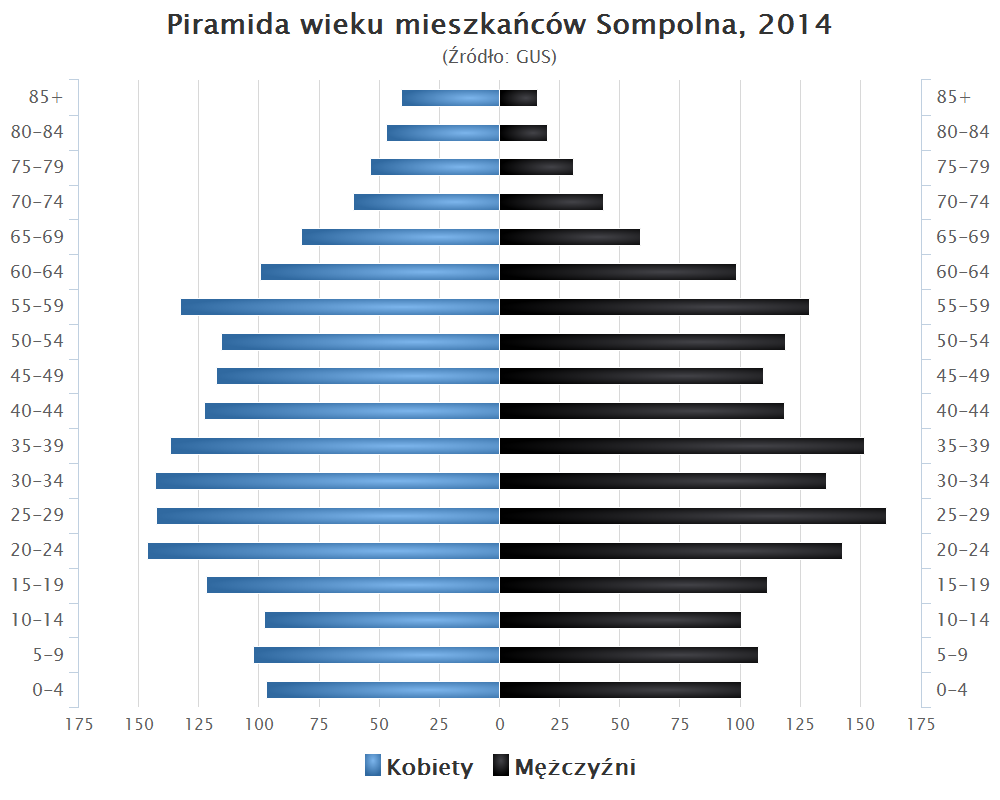
Piramida wieku mieszkańców Sompolna w 2014 roku

## Zabytki

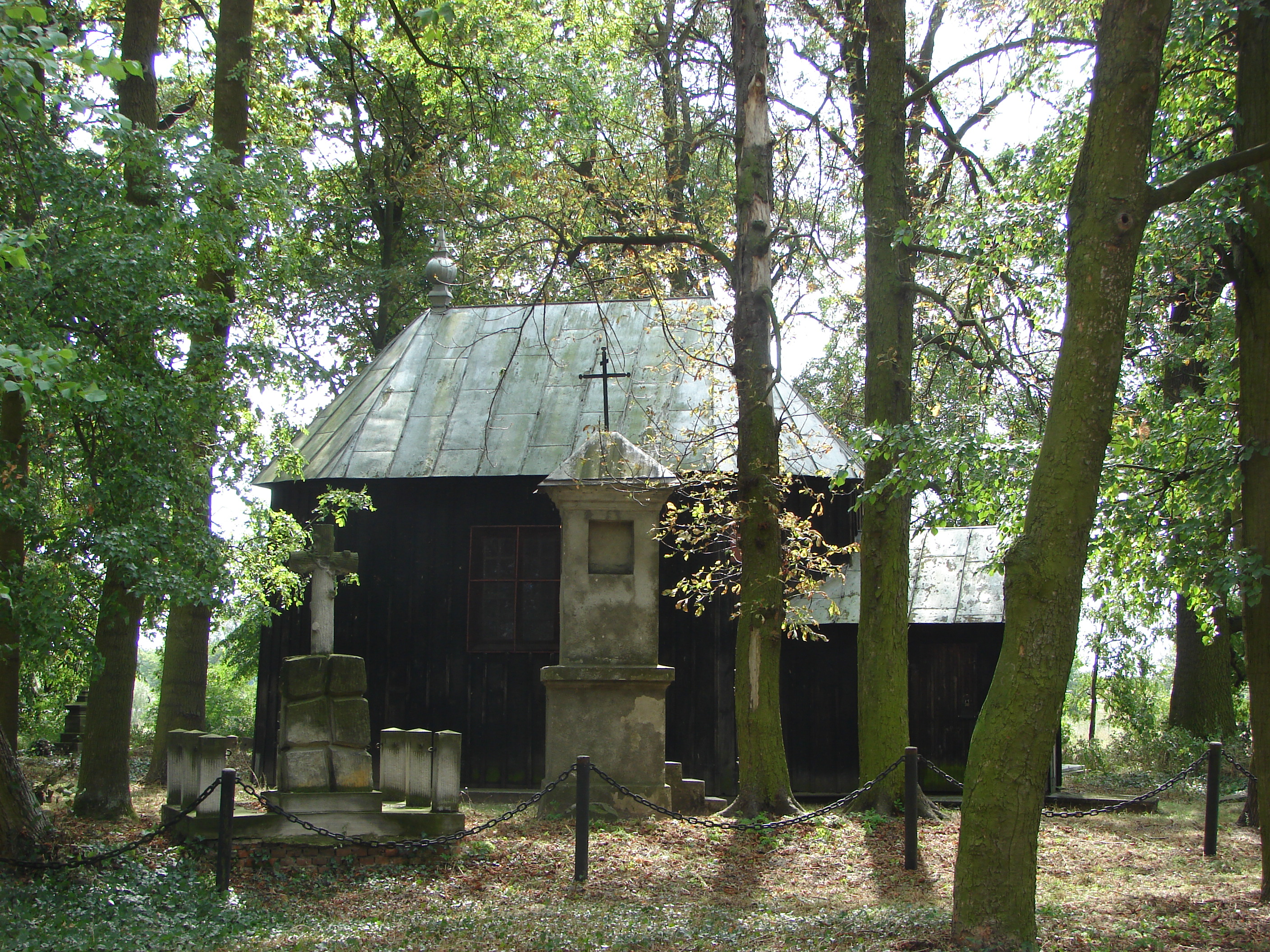
Kaplica św. Hieronima z XVII w.

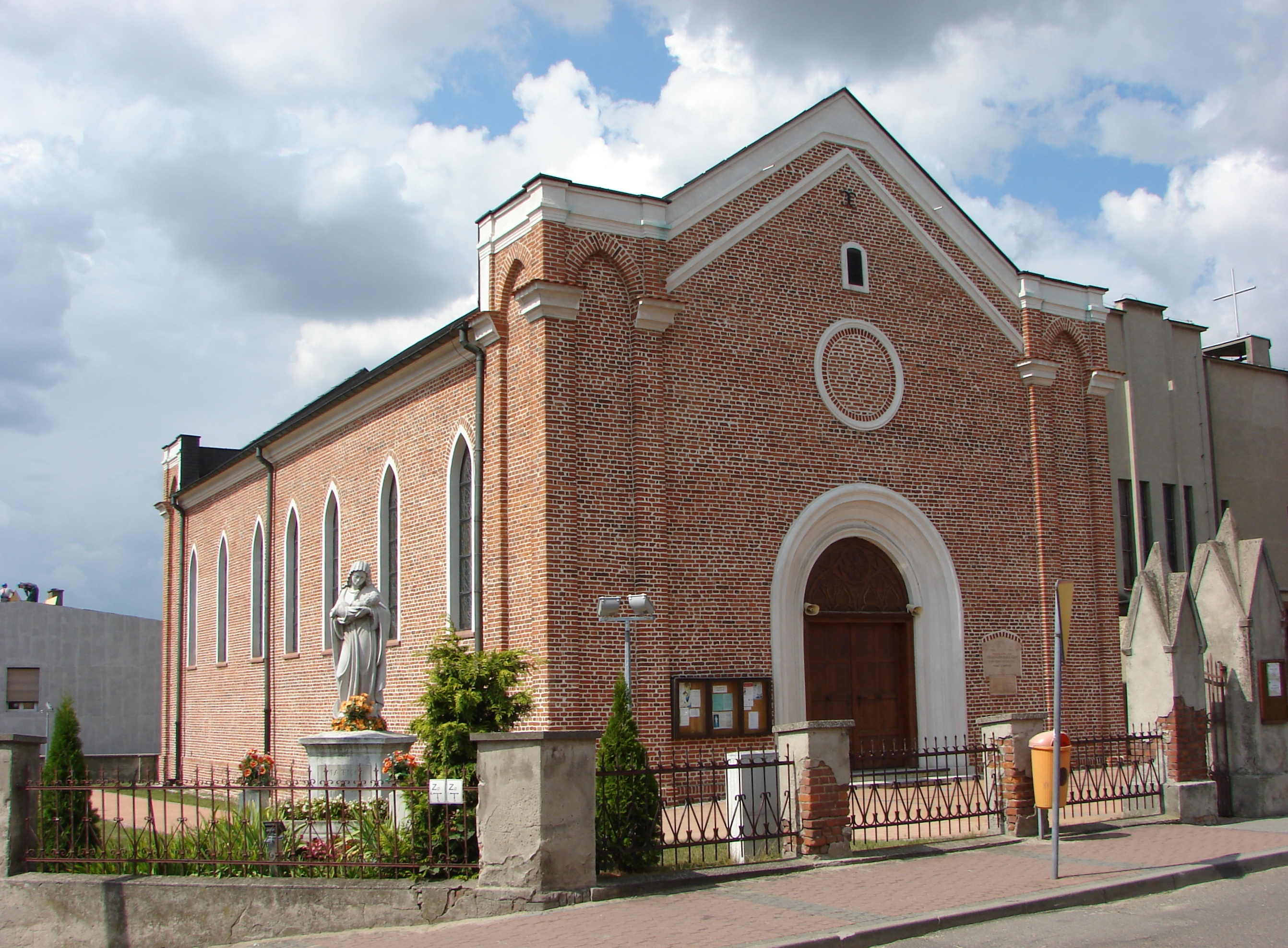
Kościół św. Marii Magdaleny - widok na XIX-wieczną część (dziś prezbiterium)

- Drewniana kaplica św. Hieronima z XVII w.
- Neogotycki kościół parafialny pw. św. Marii Magdaleny z 1847 r. z dobudowaną na przełomie lat 70. i 80. XX w. nową, znacznie większą częścią, w kościele drewniany krucyfiks z XVIII wieku[12].
- Plebania przy kościele św. Marii Magdaleny.
- Późnoklasycystyczny kościół ewangelicko-augsburski z 1849, zbudowany wg projektu Bonifacego Witkowskiego.
- Murowana synagoga z 1910, obecnie w budynku mieści się Biblioteka Miejska.
- Ratusz – XIX/XX wiek.
- Cmentarz ewangelicki[13].

## Kościoły
Obecnie na terenie miasta działalność duszpasterską prowadzą następujące kościoły:
- Kościół Rzymskokatolicki
- Kościół Ewangelicko-Augsburski

## Sport
W miejscowości działa klub sportowy GKS Sompolno, którego sekcja piłkarska występuje w sezonie 2023/2024 w klasie okręgowej, gr. wielkopolskiej VI.

## Oświata
W Sompolnie prowadzą działalność edukacyjną trzy zespoły szkół:
- Zespół Szkolno-Przedszkolny w Sompolnie – w skład zespołu wchodzą: Publiczne Gimnazjum w Sompolnie, Szkoła Podstawowa w Sompolnie oraz Przedszkole.
- Zespół Szkół Ogólnokształcących i Technicznych  w Sompolnie. W skład zespołu wchodzą: Liceum Ogólnokształcące im. Henryka Sienkiewicza, Technikum, Branżowa Szkoła I Stopnia, Liceum Ogólnokształcące dla dorosłych.
- Centrum Szkoleniowe „Wiedza” Konin – filia Sompolno – prowadzi Liceum Ogólnokształcące dla Dorosłych w systemie zaocznym.

## Transport
W grudniu 1914 roku Niemcy zbudowali w Sompolnie wojskową kolej wąskotorową, otwartą dla ruchu publicznego w 1916 roku. Po I wojnie światowej w Sompolnie powstała węzłowa stacja kolei wąskotorowej, włączona w struktury Kujawskich Kolei Dojazdowych. Stacja została zamknięta w 2001 roku wraz z ustaniem przejazdów na kolei wąskotorowej.

## Książki o Sompolnie
- Antoni Gajda: Monografia Sompolna z dodatkiem o Lubstowie i okolicy, Koło 1936.
- Albert Breyer: Zur Geschichte von Sompolno und Umgebung. Historische Gesellschaft für Posen, Heft 4, Posen 1938.
- Jan Czyżewski: Poczta na terenie miasta i gminy Sompolno, Towarzystwo Przyjaciół Sompolna, Sompolno 1987.
- Hornberger Armin Richard, Moja łódzka młodość; Łódź 2011, ss. 113–126 (przede wszystkim o pobycie w „wiosce dziecięcej” HJ w pałacu w Lubstowie w II połowie 1940 AQUAKON Sp z.o.o